# Orane Demazis
Orane Demazis, född 4 september 1894 som Henriette Burgart i Oran, Franska Algeriet, död 25 december 1991, var en fransk skådespelerska. Hennes familj var från Alsace. Hon studerade vi Conservatoire national supérieur d'art dramatique i Paris och tog artistnamnet Orane efter sin födelsestad. År 1928 upptäcktes hon av Marcel Pagnol som gav henne en rad teater- och filmroller. Hon spelade i Pagnols filmer Marius (1931), Fanny (1932), Angèle (1934), César (1936), Regain (1937) och Le schpountz (1938). De två var aldrig gifta men var ett par fram till 1939 och fick en son tillsammans. I övrigt arbetade hon bland annat med Raymond Bernard, Luis Buñuel och André Téchiné.

## Filmer i urval
- Marius (1931)
- Fanny (1932)
- Angèle (1934)
- Samhällets olycksbarn (1934)
- César (1936)
- Regain (1937)
- Le schpountz (1938)
- Le mistral (1943)
- Frihetens fantom (1974)
- Souvenirs d'en France (1975)
- Bastien och Bastienne (1979)
- La naissance du jour (1980)